# ヨハン・レオポルト・フォン・ザクセン＝コーブルク・ウント・ゴータ
ヨハン・レオポルト・フォン・ザクセン＝コーブルク・ウント・ゴータ（ドイツ語: Johann Leopold von Sachsen-Coburg und Gotha, 1906年8月2日 - 1972年5月4日）は、ドイツのザクセン＝コーブルク＝ゴータ公国最後の公世子（Erbprinz）。

## 生涯
ザクセン＝ゴーブルク＝ゴータ公カール・エドゥアルトとその妻でシュレースヴィヒ＝ホルシュタイン＝ゾンダーブルク＝グリュックスブルク公女ヴィクトリア・アーデルハイトの間の長男（第1子）として生まれた。
第一次世界大戦中の1917年に父がイギリスのオールバニ公爵位を剥奪され、さらに1918年のドイツ革命で君主制が廃止されたため、どちらの爵位も継承することは出来なかった。
1932年3月9日にドレスデンのニーダーゼトリッツにおいて、フェオドラ・フォン・デア・ホルスト男爵夫人（Feodora Freiin von der Horst, 1905年 - 1991年）と結婚した。この結婚は帝国伯（Reichsgraf）以上の家柄との対等結婚の規定を定めたコーブルク公家の家内法に背いた貴賤結婚であり、ヨハン・レオポルトとその子孫は公爵家の家督相続権を剥奪された。フェオドラとは1962年に離婚し、翌1963年5月3日に平民のマリア・テレジア・ライントル（Maria Theresia Reindl, 1908年 - 1996年）と再婚した。
コーブルク公家の家長位は、ヨハン・レオポルトの末弟フリードリヒ・ヨシアスとその子孫が継ぐことになった。

## 子女
最初の妻フェオドラ・フォン・デア・ホルストとの間に2男1女を儲けた。
- カロリーネ・マティルデ・アーデルハイト・ジビッラ・マリアンネ・アイリーカ（1933年 - ）
- エルンスト・レオポルト・エドゥアルト・ヴィルヘルム・ヨシアス（英語版）（1935年 - 1996年）
- ペーター・アルベルト・フリードリヒ・ヨシアス（1939年 - ）